# Salamander (игра)
Salamander (яп. 沙羅曼蛇 Сараманда) — аркадная игра в жанре shoot ’em up с видом сбоку и сверху. Игра разработана Konami и выпущена 4 июля 1986 года на аркадные автоматы, впоследствии переиздавалась на множество платформ под названием Life Force (яп. ライフフォース Раифу фо̄су). Данная игра является ответвлением из игр серии Gradius. В этой игре надо подбирать готовые улучшения, оставленные после уничтожения противников, а не покупать их во время игры, как в игре Gradius. Всего в игре 6 уровней. Вы управляете корабликом Vic Viper’ом (второй игрок Lord’ом British’ом), ваша цель — уничтожить некий флот «Саламандра», чтобы подавить угрозу Вселенной.
У игры есть сиквел — Salamander 2, который вышел в 1996 году. В 1988 году по мотивам игры вышла OVA адаптация от Studio Pierrot, режиссёром выступил Хисаюки Ториуми.

## Портированные версии
Игра была портирована на множество игровых систем. Своеобразным портом является версия для NES (Salamander (японская версия) и Life Force (американская)). В нём была сохраненная линейка улучшений с игры Gradius. Так же два уровня заменили другими, также заменили двух боссов.
Также есть порт для TurboGrafx 16. Никаких отличий от оригинала нет, за исключением атаки последнего босса и переработанной сложности (эта одна из тех игр, консольная версия которой сложнее аркадной).
Существует мнение, что MSX версия является аналогом игры, а не портом.

## Оценки прессы
| Иноязычные издания | Иноязычные издания |
| Издание            | Оценка             |
| ------------------ | ------------------ |
| AllGame            | [ 2 ]              |
| CVG                | 92 %               |
| Sinclair User      | [ 4 ]              |
| ACE                | 881                |
| The Games Machine  | 66 %               |

Журнал Computer and Video Games оценил версию игры для TurboGrafx-16 на 92 %. Журнал Crash оценил игру на 79 %.